# Associação Portuguesa de Arqueologia Industrial
A Associação Portuguesa de Arqueologia Industrial (APAI), antes chamada Associação de Arqueologia Industrial da Região de Lisboa (AAIRL), é uma associação portuguesa fundada em 28 de abril de 1980 em Lisboa, dedicada à protecção do património industrial português.
A associação desenvolve produção científica sobre arqueologia industrial, bem como intercede pela patrimonialização do legado industrial do país. Em 2016, promoveu junto do Serviço de Bens Culturais da Direção Regional de Cultura do Algarve, o fórum "O Futuro do Museu da Cortiça" que decidiu pelo tombamento como "imóvel de interesse nacional" tanto do Museu da Cortiça como da Fábrica do Inglês, ambas em Silves.
Dirigentes 2023-2025 
Presidente: Leonor Medeiros
Vice-Presidente: Bárbara Bruno
1º Vogal: Sofia Macedo
2º Vogal: Breno Borges
3º Vogal: Ignacio García Pereda
1º Vogal Suplente: Marina Évora
2º Vogal Suplente: Emília Margarida Marques